# Jin Sun-yu
Jin Sun-yu (* 17. Dezember 1988 in Seoul) ist eine ehemalige Shorttrack-Läuferin aus Südkorea.

## Karriere
Jin Sun-yu ist Gewinnerin der Goldmedaille über 1500 Meter und der Silbermedaille über 1000 Meter bei der Weltmeisterschaft 2005 im chinesischen Peking. Bei den Olympischen Winterspielen 2006 in Turin gewann sie Gold im Shorttrack über 1000 Meter, 1500 Meter und 3000 m Staffel. Sie ist damit die erste südkoreanische Sportlerin, die sich bei Olympischen Spielen drei Goldmedaillen holte.
Nach ihrer aktiven Laufbahn wurde Jin Shorttrack-Trainerin.

## Persönliche Bestzeiten
- 500 m      44,785 s aufgestellt am 10. März 2007 in Milano
- 1000 m    1:30,632 min aufgestellt am 12. Februar 2005 in Spisska Nova Ves
- 1500 m    2:20,995 min aufgestellt am 21. Oktober 2006 in Changchun
- 3000 m    5:21,404 min aufgestellt am 6. Februar 2005 in Budapest

## Wirken als Kommentator
Bei den Olympischen Winterspielen 2018 und 2022 arbeitete sie als Kommentatorin für den südkoreanischen Sender KBS.

## Ehrungen
- 2006: Ehrenbotschafter des Bewerbungskomitees für die Olympischen Winterspiele Pyeongchang (mit Ahn Hyun-soo)[16]
- 2016: Medaille „Blue Dragon“ der Republik Korea.[2]